# Camponotus socius
Camponotus socius é uma espécie de inseto do gênero Camponotus, pertencente à família Formicidae.